# Entodon mosenii
Entodon mosenii är en bladmossart som beskrevs av Brotherus 1895. Entodon mosenii ingår i släktet Entodon och familjen Entodontaceae. Inga underarter finns listade i Catalogue of Life.